# Fenomen bombajski

Schemat przedstawiający molekularne podłoże fenomenu bombajskiego. Red blood cell – erytrocyt; N-acetyl galactozamine – N-acetylogalaktozamina; N-acetyl-glucosamine – N-acetyloglukozamina; h antigen – antygen h; fucose – fukoza; galactose – galaktoza.

Fenomen bombajski, fenotyp Bombay – występowanie grupy krwi 0 (układ AB0) u osób mających geny odpowiedzialne za powstawanie grup A i B. Pomimo wystąpienia genów (oznaczanych zwykle jako IA lub IB) krew w kontakcie z surowicami wzorcowymi (służącymi do ustalania grupy krwi) nie ulega aglutynacji. Oprócz występujących zazwyczaj w osoczu osób z grupą krwi 0 przeciwciał anty-A i anty-B, w opisywanym fenotypie występują jeszcze przeciwciała anty-H.
Fenotyp opisał w 1952 roku dr Y.M. Bhende, pracujący w Bombaju, a większość pacjentów, u których zidentyfikowano ten niezwykle rzadki fenotyp, pochodzi z Indii i wyspy Reunion na Oceanie Indyjskim; stąd nazwa.

## Etiologia
Substancje grupowe (antygeny) układu AB0 to glikoproteiny występujące na erytrocytach, innych komórkach i nieraz też w płynach organizmu. W budowie cząsteczki glikoproteiny wyróżnia się część białkową i cukrową. Z częścią białkową łączy się bezpośrednio reszta N-acetyloglukozaminy, czyli przekształconej cząsteczki glukozy. Z 4. atomem tejże N-acetyloglukozaminy połączona jest terminalna galaktoza (cukier prosty, epimer glukozy). Ta zaś z kolei 2. atomem C łączy się z fukozą (dokładniej jest to α-L-fukoza), kolejnym zmodyfikowanym cukrem prostym. Te trzy reszty cukrowe razem z częścią białkową tworzą substancję grupową grupy 0 (antygen H), będącą substratem dla substancji grupowych grup A i B. Substancje grupowe grup A i B tworzone są przez dołączenie do 3. atomu C terminalnej galaktozy odpowiednio N-acetylogalaktozaminy albo galaktozy. N-acetylogalaktozamina powstaje przez modyfikację reszty galaktozy.
Geny IA lub IB z długiego ramienia 9. chromosomu (locus 9q34) kodują enzymy transferazy odpowiedzialne za przeniesienie reszty galaktozy lub N-acetylogalaktozaminy na cząsteczkę substancji grupowej grupy 0 (antygenu H) – łączą one wspomniane reszty cukrowe, tworząc wiązanie O-glikozydowe. Gdy nie występują, połączenie nie następuje i w konsekwencji krew ma grupę 0.
Istnieją jednak jeszcze dwa geny leżące na chromosomie 19, w locus 19 q13.3, niesprzężone z poprzednimi. Kodują one dwa homologiczne białka enzymu α-2-L-fukozylotransferazy, odpowiedzialne za przyłączenie fukozy do cząsteczki substancji grupowej, tak aby powstał antygen H. Bez jednego z tych dwóch genów antygen H nie może powstać (pozostaje tylko „niepełna” substancja grupowa – antygen h), tym samym substancje grupowe A i B nie powstają pomimo obecności enzymów, które mogłyby je stworzyć w obecności odpowiedniego substratu. W rezultacie krew ma grupę 0. W związku z tym powstają przeciwciała (regularne) dla obcych cząsteczek, z tym że tutaj obca jest także „zwykła” substancja grupowa grupy 0 (antygen H), stąd też dodatkowo występują przeciwciała anty-H.
Metodą analizy sprzężeń i przy użyciu markerów mikrosatelitarnych, geny FUT1 i FUT2 kodujące fukozylotransferazy zidentyfikowano w locus 19q13.3. FUT1 i FUT2 oddalone są od siebie o 35 kpz. Geny te ulegają ekspresji w różnych tkankach: FUT1 głównie w komórkach linii erytroidalnej, śródbłonku i neuronach obwodowego układu nerwowego, a FUT2 w nabłonkach, komórkach gruczołowych ślinianek i innych narządach egzokrynnych.

## Ustalanie genotypu
Brak prawidłowego genu H jest cechą recesywną, niedziałający gen oznacza się więc h.
Fenotyp określa się symbolami: {\displaystyle 0_{h}^{A},} {\displaystyle 0_{h}^{B},} {\displaystyle 0_{h}^{AB}.}
W celu ustalenia genotypu przeprowadza się badania poziomu transferaz tworzących substancje grupowe grup A i B, badania molekularne, a także analizę rodowodową.

## Aspekt praktyczny
Z powodu obecności regularnych przeciwciał anty-A, anty-B oraz anty-H ludzie z fenotypem Bombay nie mogą być biorcami krwi innej niż o fenotypie Bombay. Z powodu rzadkości występowania może to stanowić problem w sytuacji wymagającej przetoczenia krwi u tych pacjentów.